# Gastromaladera nitida
Gastromaladera nitida är en skalbaggsart som beskrevs av Shuhei Nomura 1974. Gastromaladera nitida ingår i släktet Gastromaladera och familjen Melolonthidae. Inga underarter finns listade i Catalogue of Life.